# Valeriu Graur
Valeriu Graur (n. 23 decembrie 1940, Reni – d. 15 septembrie 2012, București) a fost un disident politic basarabean, membru al Frontul Național Patriotic din Moldova.
A fost fiul unui ofițer român deportat în Siberia. S-a născut la Reni, în Ucraina de azi, în decembrie 1940, dar spune că a „deschis ochii minții” în Siberia, unde familia sa a fost deportată la 13 iunie 1941.
Este unul din semnatarii apelului adresat lui Nicolae Ceaușescu în 1972. După denunțarea acestor semnatari de către generalul de securitate Ion Stănescu (președintele Consiliului Securității de Stat al RSR), Valeriu Graur este deportat pentru 4 ani în Siberia ca urmare a apartenenței la Frontul Național Patriotic din Moldova.
Pe 23 august 2010, președintele interimar al Republicii Moldova și președintele Parlamentului Republicii Moldova, Mihai Ghimpu, i-a conferit post-mortem „Ordinul Republicii” lui Valeriu Graur, alături de un grup de luptători împotriva regimului totalitar comunist de ocupație.

## Publicații
- 2011: „Nu te voi uita, Basarabie...”[8]